# Фльоров Георгій Миколайович
Гео́ргій Микола́йович Фльо́ров (*17 лютого (2 березня) 1913, Ростов-на-Дону — †19 листопада 1990, Москва) — радянський фізик-ядерник, засновник Об'єднаного інституту ядерних досліджень (ОІЯД) в Дубні́, академік АН СРСР (1968). Відомий відкриттям спонтанного поділу, а також листом до Сталіна з закликом розпочати розробку ядерної зброї в СРСР.

## Наукова діяльність
Після закінчення школи Фльоров пробував себе у різноманітних професіях. З 1933 по 1938 роки навчався в Ленінградському політехнічному інституті. По закінченню інституту отримує запрошення до роботи в групі Курчатова.
У 1940 році, працював в ЛФТІ, спільно з К. А. Петржаком відкрив новий тип радіоактивних перетворень — спонтанне ділення ядер урану-238. З 1941 року брав участь у радянській програмі створення атомної бомби.
У квітні 1942 року, під час Другої світової, бувши лейтенантом у Військово-повітряних силах СРСР, він написав листа Йосипу Сталіну, в якому вказав на примітну тишу в галузі поділу ядра у США, Великій Британії та Німеччині. Його наполягання «негайно почати створення уранової бомби» зрештою розпочали радянський атомний проєкт.
Восени 1942 року в журналі «Доповіді Академії наук СРСР» (1942. Том XXXVII, № 2, ст. 67) публікується стаття «До робіт: „Спонтанний поділ урану“ і „Спонтанний поділ торію“». У 1943 році стає кандидатом наук без процедури захисту — оскільки дослідження були під грифом «секретно».
У 1953 Фльоров був обраний членом-кореспондентом Академії наук СРСР, а в 1968 — дійсним членом Академії СРСР.
Член КПРС з 1955 року.
З 1960 року Фльоров стає директором Об'єднаного інституту ядерних досліджень (ОІЯД) в Дубні́.
Завдяки його ідеям в ОІЯД був отриманий цілий ряд хімічних елементів. Розроблені Г. Н. Фльоровим технології трекових мембран, які використовувалися при усуненні наслідків катастрофи на Чорнобильській атомній електростанції.
До 1990 року Фльоров очолював Лабораторію ядерних реакцій в ОІЯД, де під його керівництвом були синтезовані трансуранові елементи Періодичної системи хімічних елементів з номерами від 102 до 110.
Г. Н. Фльоров — співавтор декількох наукових відкриттів, які занесені до Державного реєстру відкриттів СРСР :
- «Спонтанний поділ ядер урану» під № 33 з пріоритетом від 14 червня 1940
- «Спонтанний поділ атомних ядер із збудженого стану (спонтанно діляться ізомери)» за № 52 з пріоритетом від 24 січня 1962
- «Явище запізнілого ділення атомних ядер» за № 160 з пріоритетом від 12 липня 1971
- «Сто третій елемент — Лоуренсій» за № 132 з пріоритетом від 20 квітня 1965 р. і 10 серпня 1967
- «Сто четвертий елемент — Резерфордій» під № 37 з пріоритетом від 9 липня 1964
- «Сто п'ятий елемент — Дубній» за № 114 з пріоритетом від 18 лютого 1970
- «Утворення радіоактивного ізотопу елемента з атомним номером 106 — Сіборгій» за № 194 з пріоритетом від 11 липня 1974

В честь Фльорова названий елемент Флеровій.